# Adiós mariquita linda
Categoría:Libros de 2004
Categoría:Libros publicados por Editorial Sudamericana
Adiós mariquita linda (Adeus joaninha linda, sem tradução em português) é o sexto livro do escritor chileno Pedro Lemebel, e seu quinto de crônicas, publicado inicialmente na Editorial Sudamericana em 2004. Na Europa publicou-se em 2006, na colcção Literatura Mondadori da editorial espanhola Mondadori.
Alguns dos relatos que conformam o livro foram anteriormente publicados em The Clinic, um periódico chileno de sátira política e de ideologia esquerdista independente. A crônica intitulada «O fugitivo de Havana», por sua vez, já tinha sido publicada anteriormente em seu livro "Loco afán: Crónicas de sidario" (Louco afã: Crônicas de sidário), junto com outras crônicas relacionadas com a temática da Aids.

## Estrutura e conteúdo
O livro está dividido em sete seções ordenadas por conteúdo temático, a cada uma delas dividida em breves relatos, sendo em sua maioria crônicas de tipo autobiográfico, com a exceção de «Chalaco amor (Sinopsis de novela)» e as quatro cartas que conformam a seção titulada «Bésame outra vez, forastero» (Beija-me outra vez, forasteiro), dirigidas a personagens reais e imaginários. A obra fecha com um glossário de termos coloquiais, em sua maioria do espanhol chileno, escrito pelo próprio autor, e com uma nota de agradecimentos, que incluem ao The Clinic, e a uma série de amizades e amores que aparecem retratados no livro.
Nas páginas centrais, o livro também inclui algumas fotografias do autor relacionadas com algumas de suas crônicas, bem como alguns desenhos feitos por ele mesmo em Arica, Arequipa, Águas Quentes e Machu Picchu, assinadas em janeiro de 1981.

## Recepção
Este livro foi nominado em 2006 à sétima versão do Prêmio Altazor das Artes Nacionais, na categoria de ensaio literário.